# Beloit (Kansas)
Pour les articles homonymes, voir Beloit.
La ville de Beloit est le siège du comté de Mitchell, situé dans le Kansas, aux États-Unis.